# Тутова (річка)
Тутова( рум. Tutova) — річка в Румунії, у повіті Васлуй. Права притока Бирлад (басейн Чорного моря).

## Опис
Довжина річки 86 км, найкоротша відстань між витоком і гирлом — 37,89  км, коефіцієнт звивистості річки — 2,27 , середньорічні витрати води у гирлі — 0,9  м³/с. Площа басейну водозбору 687  км².

## Розташування
Бере початок у селі Пуєшть повіту Васлуй. Тече переважно на південний схід і біля села Корою повіту Васлуй впадає у річку Бирлад, ліву притоку Серету.
Притоки: Войнешть (рум. Voinești), Єзер (рум. Iezer), Студінець (рум. Studineț) (ліві); Ліпова (рум. Lipova), Четацуя (рум. Cetățuia), Кержоан (рум. Cârjoani) (праві).
Населені пункти вздовж берегової смуги: Яна, Вадуріле, Боджешть, Погана, Крингу-Ноу, Чокань, Івешть, Погонешть, Тутова.

## Цікаві факти
- У селі Чокань на лівому березі річки розташовані плантації горіхів Пауленко (рум. Plantatie Nuci Paulenco).[1]